# Янка Мавр
Я́нка Мавр (бел. Янка Маўр, настоящее имя — Ива́н Миха́йлович Фёдоров, бел. Іван Міхайлавіч Фёдараў; 29 апреля (10 мая) 1883 года, Либава — 3 августа 1971 года, Минск) — белорусский советский писатель, переводчик и драматург.
Один из основателей белорусской детской литературы, основоположник приключенческого и научно-познавательного жанров в белорусской литературе, создатель первой белорусской научно-фантастической повести. Автор книг для детей, пьес, переводов. Член СП СССР (1934). Член ВКП(б) с 1950 года. Лауреат Государственной премии Белорусской ССР (1968). Заслуженный деятель культуры БССР (1968).

## Биография

### Ранние годы
Родился 29 апреля (10 мая) 1883 года в городе Либаве (ныне — Лиепая, Латвия) в семье выходца из Беларуси (который в этом городе оказался в поисках работы). Его отец был отставным солдатом, происходил из безземельных белорусских крестьян, работал столяром. До военной службы он носил фамилию Ильин, а фамилия Фёдоров появилась в результате ошибки армейского писаря, записавшего Михаила Фёдоровича — Михаилом Фёдоровым. Отец рано умер, и маленький Янка (Иван) вместе с матерью переехал на её родину — в основанную русскими переселенцами в 1900 году деревню Лебенишки (в 28 км к северо-востоку от города Поневежа Ковенской губернии). Они жили в бедности, и только благодаря стараниям матери, которая во что бы то ни стало мечтала дать образование сыну, в 1895 году он окончил начальную школу, а в 1899 году — Ковенское ремесленное училище. После училища он поступил в Поневежскую учительскую семинарию. В конце 1902 года его исключили из последнего, выпускного класса — за вольнодумство и «за сомнения в религии». Тем не менее в 1903 году он всё же получил удостоверение учителя начальной школы, сдав экстерном экзамены за семинарский курс.

### Педагогическая деятельность
После обучения в учительской семинарии Фёдоров начал работать в школе под Поневежем (Новое Место), а затем его перевели в деревню Бытча на Борисовщине.
В 1906 году он принял участие в нелегальном педагогическом съезде, который состоялся в Николаевщине. В этом же съезде принял участие и будущий классик белорусской литературы Якуб Колас. В «Трудовом списке», который сохранился в архиве писателя, отмечен итог этого события для его участника: «1906. VIII. Уволен со службы и отдан под суд…»
Судя по документам, Иван Фёдоров был не просто участником того съезда, а одним из его инициаторов — его подпись, учителя Бытчинского народного училища, стояла первой под протоколом. В ходе следствия этому факту придавалось немаловажное значение. Иван Фёдоров и Якуб Колас входили во временное бюро Минской группы учителей, выбранное во время съезда. Следователи по делу съезда пришли к выводу, что Фёдоров был одним из зачинщиков и играл на учительском съезде едва ли не главную роль, а потому надо, по их мнению, «совершенно устранить его от занимаемой должности».
В 1909 году вступил в церковный брак. Переехал в деревню Турец.
Судебное разбирательство по делу об учительском съезде длилось почти два года. Фёдорова отстранили от педагогической деятельности и взяли под надзор полиции. Лишь через 5 лет, в 1911 году, ему удалось устроиться преподавателем в частную торговую школу в Минске. С осени 1917 года он устроился учителем географии и истории в минскую железнодорожную гимназию. После революции он стал учителем 25-й железнодорожной школы имени А. Г. Червякова.
В 1920-е также работал в Наркомате просвещения Белорусской ССР и в республиканском союзе работников просвещения.
Работу учителя Фёдоров оставил только в 1930 году, когда перешёл на работу в Белорусское государственное издательство (где проработал до 1936 года).

### Творческая деятельность
Дебютировал в 1923 году как фельетонист в газете «Советская Белоруссия» и ленинградском журнале «Бегемот». В 1925 году в журнале «Белорусский пионер» напечатал первую научно-фантастическую повесть на белорусском языке «Человек идёт», которая положила начало фантастическому и приключенческому жанрам в белорусской литературе. Повесть напечатал под псевдонимом «Янка Мавр». «Янка» — это белорусский аналог имени «Иван». Как отмечала исследовательница творчества Янки Мавра белорусский литературовед Эсфирь Гуревич, писатель, сохранив своё настоящее имя в первой части псевдонима, недвусмысленно указывал на то, что он — сын белорусской земли. Значение псевдонима «Мавр» широко раскроется в его последующих повестях: «В стране райской птицы» (1926), «Сын воды» (1927), в которых он показал себя как защитник прав колониальных и зависимых народов, с сочувствием относившийся к коренным народам Северо-Западной Африки, и проявил себя как интернационалист.
Свою первую повесть «Человек идёт» Фёдоров написал в возрасте 44 лет, будучи преподавателем 25-й минской железнодорожной школы. В повести автор обратился к жизни первобытного человека на той стадии его развития, когда тот только становился на ноги, ничего ещё не умея, и всё, чего он достигал, — охота с орудиями, получение огня, использование камня в качестве инструмента — было для него впервые. Всё впервые — этот найденный автором художественный ход соответствует видению и восприятию ребёнка, его предчувствию первооткрытия, ожиданию им чего-то нового и необычного. Основой сюжета стал процесс развития человека, мучительный и драматический, наполненный борьбой за свою жизнь, путь длительного и постепенного накопления практического и духовного опыта. Это был замах начинающего писателя на новый для всей национальной литературы жанр, согласно собственному авторскому определению — научно-фантастической повести, которая представляла собой сочетание науки и фантазии. После читательского успеха повести «Человек идёт» писатель продолжил работать в жанре детской приключенческой и научно-познавательной литературы.
Янка Мавр писал преимущественно для юных читателей. В произведениях «В стране райской птицы» (1926), «Сын воды» (1928) автор постарался опровергнуть представление о туземцах как о кровожадных людоедах, лишённых элементарных человеческих чувств, людях второго сорта. В повести «В стране райской птицы» действие происходит на Новой Гвинее, на тех островах Тихого океана, на которых побывал путешественник Миклухо-Маклай, исследователь местных жителей-папуасов. Повесть построена на социальном конфликте, на прорисовке двух враждующих сил — угнетаемых и хозяев-колонизаторов. В повести «В стране райской птицы» определились основные особенности художественной манеры Я. Мавра-автора приключенческих произведений, который сумел вобрать в себя энергию, характер и традиции западной приключенческой классики. Повесть «Сын воды», самая поэтическая в этом цикле, согласно признанию самого автора, была наиболее ему дорога. Сюжетная линия главного героя, юного фиджийца Манга, в ней построена на распространённой в приключенческой литературе схеме: спасение белого человека от диких туземцев. Это не воспринял тогдашний рецензент повести на страницах журнала «Полымя», посчитав эту историю неоправданной данью «низкокачественному приключенчеству».
Повесть «Человек идёт» очертила ту тенденцию сочетания узнаваемости и приключенчества, которую Мавр развил потом в следующих своих повестях и в романе «Амок» (1929) — о восстании 1926 года на острове Ява; к написанию романа автора подтолкнули прочитанные им мемуары русского консула на Яве Модеста Бакунина. Для своей повести Янка Мавр собирал материалы, изучал документальную литературу по свежим следам событий. Многие наиболее важные материалы (журналы, газеты, фотографии, использованные потом как иллюстрации) он получал непосредственно с Явы и из Голландии через учителей-эсперантистов, с которыми он вёл переписку. В предисловии к роману писатель отметил, что «Амок» более документальный «даже в мелочах», чем может показаться на первый взгляд. В романе «Амок» заметное место занимает познавательный материал о природных особенностях острова, подробностях быта, устоях народа.
В 1930-х годах писатель, словно насытившись «экзотическим» иноземным материалом, обратился к родным местам, к жизненной реальности, в которой действуют юные герои. Последовали пользовавшиеся успехом у юных читателей повесть «Полесские робинзоны» (1930), рассказывавшая о приключениях двух подростков в глухом Полесье, утопическая «Повесть будущих дней» (1932) о коммунистическом будущем СССР, «ТВТ» (1934), в которой с юмором рассказывается об обыденных делах школьников. В повести «Полесские робинзоны» автор использовал робинзонаду, подсказанную всемирно известным «Робинзоном Крузо» Даниэля Дефо. Мавр, отбросив псевдоромантику, восхищение экзотикой далёких заморских стран, обратился к своей родной стороне, к познанию своего края. Он показал, что и под белорусским небом, в далёких и близких уголках родного края есть своя романтика и своя красота, каждый раз новая и неожиданная. Повествование держится преимущественно на диалогах-спорах между героями-студентами, которые под впечатлением от книг о далёких странах, прежде всего от книг Жюля Верна, Майн Рида и Ф. Купера, отправляются во время весеннего разлива в путешествие по Полесью. Главной идеей робинзонады стала победа человека над стихией. Эту стихию писатель осмысливает в духе классической русской и белорусской литературных традиций. Природа для героев повести — не только материальное, но и духовное богатство. Самым ярким переживанием для героев стало убийство зубра контрабандистами, которое они восприняли с настоящей болью и волнением, «как убийство человека». Сцена убийства зубра, показанная через отношение к этому главных героев — Мирона и Виктора, стала ключевой в понимании авторских отношений к проблеме «человек и природа». Мораль повести заключается в том, что природа — это воплощение спокойствия и уравновешенности, которые не стыкуются со злом и человеческой жестокостью, а те, кто нарушают естественную жизнь природы, сеют враждебность и ненависть между людьми. Повесть была написана в то время, когда активно осваивались природные богатства Беларуси и когда преобразования природы воспринимались как нечто безоговорочно грандиозное и полезное, свидетельство созидательной силы человека, а трагедия наносимого ей ущерба ещё не осознавалась.
Эволюция жанра приключенческой повести прослеживается и в повести «ТВТ» (1934), получившей первую премию на всебелорусском конкурсе детской книги, после чего ею заинтересовался Максим Горький. По просьбе Горького Янка Мавр перевёл повесть на русский язык и отослал ему. Это было накануне I съезда писателей СССР. Художественная новизна этой повести заключалась в том, что так называемая тема рабочего воспитания зазвучала натурально благодаря живому духу игры, по законам которой и создано таинственное и загадочное «Товарищество (Общество) воинствующих техников». Через игру ребята включались в жизнь с её повседневными заботами и мелкими бытовыми проблемами. Ребята собственными силами исправляют все неисправности, наводят порядок и практично обживают этот мир.
Во время войны писатель вынужденно оказался далеко от родной земли — вначале в Новосибирске, затем в Алма-Ате. Это время он перенёс как тяжёлое испытание, даже как «психическую травму», о чём он признался в письме к Федосу Шинклеру 2 февраля 1942 года. В 1943 году Мавр переехал в Москву, где, сильно заболев, попал в больницу. В родной Минск он вернулся только после освобождения его от фашистских захватчиков. На протяжении 1946—1948 годов Янка Мавр совместно с Петром Рунцом занимался сбором и редактированием воспоминаний белорусских детей о войне для книги «Никогда не забудем» (бел. «Ніколі не забудзем»), которая вышла в 1948 году с предисловием Якуба Коласа. Изданная книга получила высокую оценку не только в Беларуси, но и за её пределами.
После войны Янка Мавр опубликовал цикл рассказов о трагических испытаниях, которые довелось испытать детям в военные годы («Счастье», «Две правды», «Максимка»). Психологическая миниатюра «Счастье» (1945) основана на эмоциональном напряжении, на внутреннем конфликте. В рассказе нет внешних событий, сюжет определяется психологическим столкновением мира детства и мира взрослых на фоне безмятежной природы. Но в этом небольшом повествовании происходят полные драматизма смены душевного состояния героев, внутреннее движение их настроений и переживаний. Психологическая проблема, затронутая автором в рассказе, показывает, как взаимодействуют мир взрослых и мир детства, какие отношения существуют между ними, что представляет интерес как для взрослой, так и для детской литературы. В повествовании «Максимка» (1946) писатель отобразил душу парнишки, сироты-детдомовца, в моменты высшего драматического напряжения, когда он увидел в солдате, возвращавшемся с войны, своего отца, но вдруг осознал свою горькую ошибку. Автору удалось передать душевное состояние маленького героя. В том же году Мавр написал рассказ «Завошта?» (рус. «За что?»), в основу которого лёг реальный трагический факт — гибель жены и сына писателя М. Лынькова.
В 1948 году он написал автобиографическую повесть «Путь из тьмы». В 1954 году вышла его научно-фантастическая повесть «Фантамобиль профессора Циляковского», которая стала третьей его книгой, написанной в жанре социальной утопии (первая — фантастическая сказка «Путешествие по звёздам» (1927) из цикла «Пионерские сказки», а затем — «Повесть будущих дней» (1932)). В основу сюжета положена фантастическая идея технического толка — о возможности использования энергии человеческой мысли: на энергии детской фантазии, которая намного большая, чем фантазия взрослых, внуки профессора Циляковского Светозар и Светлана отправляются в далёкое путешествие — сначала в Америку, а потом на Луну и на Марс. В повести совмещено реальное и фантастическое, в ней прослеживается опора на традиции предшественников, таких как К. Э. Циолковский (как автор астрономических повестей), А. Н. Толстой, В. А. Обручев, а также классики мировой фантастики — Жюль Верн, Г. Уэллс; в повести есть прямые ссылки на этих авторов. Янка Мавр выступил как провидец и предсказатель (вслед за Циолковским) эры космических полётов. Но его интересовала больше не столько научная идея, сколько морально-этическая сторона, проблема человеческих взаимоотношений, будущих контактов при встрече с другими цивилизациями.
Янка Мавр выполнил переводы на белорусский язык произведений таких классиков мировой литературы, как Жюль Верн — «20 000 лье под водой» (бел. «80 000 кіламетраў пад вадой», 1937); Марк Твен — «Приключения Тома Сойера» («Прыгоды Тома Сойера», 1939) и «Принц и нищий» («Прынц і жабрак», 1940); А. П. Чехов — «Детвора» («Дзетвара») и «Избранные произведения» («Выбраныя творы», 1954).
Произведения Янки Мавра переведены на русский, украинский, армянский, таджикский, литовский, польский и чешский языки. Отдельные его произведения изданы в Америке, Англии и других странах.
Янка Мавр умер 3 августа 1971 года. Похоронен в Минске на Восточном кладбище.

## Увлечения писателя
Янка Мавр был известным эсперантистом. Эсперанто он начал изучать ещё в 1904 году. В 1926 году он вёл передачу для эсперантистов на белорусском радио. Своему зятю Михасю Мицкевичу он читал «Евгения Онегина» на эсперанто. Ведя переписку с эсперантистами мира и получая от них напрямую редкую информацию, он написал книгу «Амок».
Янка Мавр собрал большую домашнюю библиотеку, которая была одной из лучших в довоенные годы в Белоруссии.
Писатель увлекался спиритизмом. В его доме собирались компании, которые практиковали вызов духов. У Мавра был философский склад ума, и в спиритизме он видел не мистику, а неисследованное природное явление, и пытался понять его механизм. У писателя были две толстые тетради, в которые он записывал результаты спиритических сеансов, но в 1938 году он их сжёг. Спиритические сеансы проводил при помощи блюдца на столе с алфавитом. Известен случай, когда он устроил некоему партийному работнику мини-сеанс спиритизма, во время которого заставил двигаться карандаш. По мнению Михася Мицкевича, Янка Мавр обладал необычными способностями.
Любил Янка Мавр и езду на велосипеде и хорошо играл на скрипке.
На своей даче под Минском, в Ждановичах, Янка Мавр построил шалаш-кабинет из лозы. На мостках над Свислочью он поставил импровизированный письменный стол, так, что можно было сочинять книги о дальних странах, свесив ноги в воду и воображая себя на берегу океана.

## Янка Мавр и Якуб Колас
Янка Мавр находился в дружеских отношениях с классиком белорусской литературы Якубом Коласом. Они оба учились в учительских семинариях (где также получили и музыкальное образование). Оба участвовали и в учительском съезде (на котором они и познакомились) в 1906 году, после которого Якуб Колас был посажен в Пищаловский замок, а Янка Мавр (тогда ещё Иван Фёдоров) отдан под надзор полиции и, кроме этого, лишён права преподавать в школе.
В годы войны во время эвакуации семьи Янки Мавра в Алма-Ату Мавр вёл дружескую переписку с Якубом Коласом, который, также покинув Беларусь, проживал в те годы в Ташкенте. В письмах друг другу они желали поскорее вернуться в родную Беларусь:
…Увидим ли мы наши белорусские боровички под ёлкой? Останутся ли они после поганых немцев?…
После освобождения Беларуси Мавр вернулся в Минск. Однако и после войны переписка писателей не оборвалась, они переписывались и в 1950-е годы. В дальнейшем Янка Мавр стал прообразом учителя Ивана Тадорика в трилогии Коласа «На росстанях» (1955). Позже они породнились: дочь Янки Мавра, Наталья, вышла замуж за сына Якуба Коласа — Михася. В Государственном литературно-мемориальном музее Якуба Коласа хранится скрипка, на которой играл Янка Мавр. Якуб Колас также любил играть на этом инструменте. Дочь Янки Мавра, Наталья, часто музицировала на пару с отцом: он — на скрипке, а она — на фортепиано.

## Оценка и значение творчества
Янка Мавр по праву считается «отцом» белорусской детской литературы. Его вклад в белорусскую детскую литературу ценен тем, что он как первооткрыватель и первопроходец определил дальнейшее её направление и развитие, стал создателем новых для неё жанровых форм — приключенческого и научно-фантастического, вследствие чего ему удалось расширить временные и пространственные границы белорусской детской литературы. Его новаторские находки предопределялись прекрасным знанием литературных традиций — национальной, русской, западной. Он умело использовал художественные приёмы таких классиков приключенческой литературы, как Жюль Верн, Майн Рид, Фенимор Купер. В его творчестве имелось немало реминисценций из произведений Даниеля Дефо, Александра Дюма, Гюстава Эмара, Луи Жаколио, Луи Буссенара, Генри Хаггарда.
Написанная им в 1927 году лирическая повесть «Сын воды» была наиболее дорога самому автору. Повесть не отличалась резкостью и непримиримостью социального противостояния. В ней главный конфликт между героями раскрывается не в откровенном столкновении разных социальных сил, как в его предыдущей повести «В стране райской птицы», а преимущественно в моральном плане. Янка Мавр постарался в ней утвердить именно ценность общечеловеческих взаимоотношений независимо от социальных преград. И именно за то, что повесть не отразила социальной борьбы туземцев против колонизаторов, официальная критика 1930-х годов упрекала автора в невыразительности классовой позиции, в аполитичности и «социальной притуплённости». Писателя обвинили в том, что он не наделил полудикого жителя Огненной Земли высокой революционной сознательностью, зрелым классовым чувством, и что взаимоотношения героев раскрываются «не в плане борьбы классов, а только в плане борьбы человека с природой за своё существование».
В то время занятая поисками идеологических «срывов» официальная критика и не заметила, что Мавр сделал серьёзный шаг вперёд в овладении секретами приключенческого жанра и что его повесть выгодно отличается композиционной целостностью, которая создаётся концентрацией событий вокруг двух главных героев, что сочетание приключенчества и узнаваемости имело в ней намного более органический характер. Тем не менее, почти сразу после выхода в свет «Сына воды» в журнале «Працаўнік асветы» (рус. «Труженик просвещения») (1928, № 13) рецензент, скромно подписавшийся «Учитель», отметил: «У нас появился настоящий автор детской приключенческой книжки».
Автора «Полесских робинзонов» (1930) упрекали за то, что приключения приятелей не ассоциируются с идеалами и жизнью всей республики — ничего не говорится про реконструкцию и мелиорацию Полесья, что путешествие героев повести основано на неугодном влиянии М. Рида, Ж. Верна, Ф. Купера. Неоднозначность авторского замысла повести не была оценена тогдашней критикой, которая хотела видеть в книге прямую и чёткую связь с современностью, с процессами индустриализации и коллективизации, происходившими в то время в стране, или с практичными школьными проблемами.
Его повесть «ТВТ» (1934), получившую первую премию на всебелорусском конкурсе детской книги, на I съезде писателей СССР отметил русский писатель Самуил Маршак в своём докладе «О большой литературе для маленьких». Говоря о достижениях литературы, Маршак среди других отметил и «значительную школьную повесть, написанную в Белоруссии». В то же время в республиканском Министерстве образования к повести отнеслись с настороженностью, так как организация «Товарищество воинствующих техников» не предусмотрена школьным уставом. Министерские чиновники рассуждали:
Есть ли нужда в создании каких-то разных обществ и команд, когда деятельность школьников должна регламентироваться «Правилами поведения учеников»?
Именно эти опасения и запреты со стороны чиновников образовательных учреждений и приостановили движение «ТВТ-вцев», которое в послевоенные годы стало было разворачиваться во многих городах Беларуси и бывшего Советского Союза — в Бресте, Пинске, Кобрине, Калининграде, Иванове, Ставрополе, Петрозаводске, Элекмонаре (Алтайский край). В те годы «ТВТ» стало откровенным вызовом официальной нормативной педагогике. Их принцип был: «Если не я — то кто?». Мавр считал, что в обществе все люди постепенно должны становиться такими «ТВТ-вцами», то есть — настоящими хозяевами. Но эта идея оказалась иллюзией.
При написании книг писателю помогали его богатые знания по истории и географии и использование в творчестве мемуаров и книг воспоминаний учёных и путешественников. Мавра называли белорусским Миклухо-Маклаем и Жюлем Верном в одном лице. Настоящие путешественники порой удивлялись точности деталей в описании той или иной страны в его произведениях. В своём творчестве он опирался на традиции творчества Жюля Верна, Фенимора Купера, Майна Рида, при помощи чего создал новый, социальный тип приключенческого романа и приключенческой повести. В повестях «Полесские робинзоны» и «ТВТ» он отобразил советскую действительность, ему удалось ярко и правдоподобно описать молодых героев. В 1934 году на экраны вышел фильм «Полесские робинзоны», снятый по сценарию Янки Мавра. Его сказка «Путешествие по звёздам», «Повесть будущих дней» и повесть «Фантамобиль профессора Циляковского» заложили основы научно-фантастического жанра в белорусской литературе.

### Романы
- Амок (1929)

### Повести
- Человек идёт (1924)
- В стране райской птицы (1926)
- Сын воды (1927)
- Полесские робинзоны (1930)
- Повесть будущих дней (1932)
- Вокруг мира (1947)
- ТВТ, или Повесть о том, как пионеры возмутились против гнёта вещей (1934, 1949)
- Путь из тьмы (1920, 1956—1958)
- Фантомобиль профессора Циляковского (1955)

### Сказки
- Вандраванне па зорках (1927)
- Пекло (1929)
- Путешествие в ад (1958)

### Пьесы
- Ошибка (1940)
- Дом на окраине (1941)
- Болтун (1946)

### Рассказы
- Звери на корабле (1927)
- Лаццарони (1927)
- Необыкновенная приманка (1927)
- Слёзы Туби (1927)
- У цясніне (1927)
- Полымя смерці (1928)
- Помста кошкі (1928)
- Сымонка-рызыкант (1929)
- Школа ў паходзе (1929)
- Чужаземец (1932)
- Мая ёлка (1937)
- Бярозавы конь (1939)
- Каршун (1939)
- Новае жыццё (1939)
- Падарожжа ад школы да дому (1939)
- Справа пятага «Б» (1939)
- Семья (1939)
- Чэснае піянерскае (1939)
- Начальнік артылерыі (1940)
- На льдине (1941)
- Як Соня па доктара хадзіла (1941)
- Багіра (1945)
- Васілёк (1945)
- Дзве праўды (1945)
- Дом пры дарозе (1945)
- Шчасце (1945)
- Деревянная ложка (1946)
- Завошта? (1946)
- Максимка (1946)
- На парозе будучыні (1946)
- Яно (1946)
- Невядомы герой (1947)
- Путешествие вокруг дома (1947)
- Віцеў экспанат (1948)
- Гісторыя аднаго шэфства (1948)
- Пасылка (1948)
- Записка (1950)
- Васька Жукаў (1952)
- Синьора Эмилия (1952)
- Шапка (1952)
- Апошні вылет (1954)

### Статьи
- Каляровыя душы (1930)
- Урала-Кузбас (1931)
- Падарожжа па Малой Беларускай чугунцы (1938)
- Нашы дзеці (1946)
- Некалькі слоў пра мараль (1947)
- Раскажы пра сваіх сяброў (1947)
- Як я пазнаёміўся з Якубам Коласам (1952)

### Эссе
- Спартак (1936)

### Сборники
- Слёзы Тубі (1930)

## Киноинсценировки
- 1934 «Полесские робинзоны» (режиссёры Л. М. Молчанов и И. Бахар, по мотивам повести «Полесские робинзоны»; «Белгоскино»)
- 1971 «Неоткрытые острова» (режиссёр Л. В. Мартынюк, по мотивам повести «Полесские робинзоны»; «Беларусьфильм»)
- 2014 «Чудо-остров, или Полесские робинзоны» (режиссёр С. Г. Сычёв, по мотивам повести «Полесские робинзоны»; «Беларусьфильм»)

## Награды, почётные звания и премии
- заслуженный деятель культуры БССР (1968).
- Государственная премия БССР (1972 — посмертно) за повести «Человек идёт», «В стране райской птицы», «Сын воды», «Полесские робинзоны», «ТВТ», «Путь из тьмы», роман «Амок».
- два ордена Трудового Красного Знамени (в т.ч. 25.02.1955).
- орден «Знак Почёта».
- медали.

## Память
- Улицы:
  - Улица Янки Мавра[бел.] в Минске.
  - Улица Мавра в Пинске.
- Минская областная детская библиотека имени Янки Мавра[3].
- Районная борисовская школа имени Янки Мавра.
- С 1993 года в Беларуси присуждается премия имени Я. Мавра за лучшие произведения для детей[35][36].

Я. Мавру посвящены документальные фильмы:
- - «Острова капитана Мавра» (1983, режиссёр В. Сукманов, «Летопись»)
  - «След детства» (2004, режиссёр А. Суханова, РУП «Белорусский видеоцентр»)[37].
  - «Янка Маўр. Капітан дзіцячых мараў» (рус. «Янка Мавр. Капитан детских мечт») (2013, режиссёр А. Левчик, РУП «Белорусский видеоцентр»)[38].

## Семья
- первая жена — Варвара Фёдоровна (ум. 1919 г.); вторая жена — Стефанида Александровна.
- сын — Фёдор Иванович Фёдоров (19 июня 1911, деревня Турец, Минская губерния — 13 октября 1994, Минск), академик Национальной академии наук Беларуси.
- сын — Арсений Иванович Фёдоров (23 января 1917 — 13 октября 2001), кандидат технических наук.
- дочь — Александра Ивановна (Копылова) (1 мая 1919 — 3 мая 2005).
- дочь — Наталья Ивановна (Мицкевич) (27 июля 1924 — 22 февраля 2012, Минск) — кандидат технических наук (1953); замужем (с 1946 года) за сыном Якуба Коласа, Михасём Мицкевичем[39].

## Комментарии
1. ↑  Повесть о первобытных людях; изначально задумывалась как своеобразное учебное пособие, рассказывающее о доисторических временах.
2. ↑  Младший сын Якуба Коласа.
3. ↑  Имя «Тадор», «Тодар» имеет в белорусском языке то же значение, что и «Фёдор».

### Книги
- Барсток М. М. Віднейшы беларускі дзіцячы пісьменнік Янка Маўр. — Минск, 1958.
- Гурэвіч Э. С. Янка Маўр // Гісторыя беларускай літаратуры XX стагоддзя : У 4 т. — Минск: Бел.навука, 1999. — Т. 2: 1921—1941. — С. 747—770.
- Гурэвіч Э. С. Янка Маўр : Нарыс жыцця і творчасці. — 2-е выд., дапрац. — Минск: Беларуская навука, 2004. — 148 с.
- Миронов А. Дед Мавр. — Минск: Мастацкая літаратура, 1979. — 168 с.
- Мавр Янка — статья из Большой советской энциклопедии.
- Маўр Янка // Беларускія пісьменнікі : Біябібліяграфічны слоўнік. У 6 т. / Пад рэд. А. І. Мальдзіса. — Минск: БелЭн, 1994. — Т. 4, Лазарук-Перкін.
- Янка Маўр. Наш вечны рабінзон: штрыхі да партрэт / уклад. Міцкевіч М. — Минск: Мастацкая літаратура, 2018. — 127 с. — (Жыццё знакамітых людзей Беларусі).

### Статьи
- Грушэцкі А. Л. Дзяцей ён выхоўваў у любові да кніг. Пра педагога… Янку Маўра // Настаўніцкая газета : газета. — Минск: Міністэрства адукацыі РБ, 2015-06-26. — Вып. 7680, № 75. — С. 16.
- Гурэвіч Э. С. Мастацкі космас Янкі Маўра (бел.) // Літаратурная Беларусь : газета. — 2013-05-31. — Вып. 81, № 5. — С. 1.
- Дроздова З. «Капитану наших первых странствий» — 130! Мой Мавр // Нёман : журнал. — 2013. — № 5. — С. 208—224.
- Рублевская Л. И. 125 лет Янке Мавру // Советская Белоруссия : газета. — 2008-06-07. Архивировано 20 июля 2013 года.
- Яфімава М. Б. Дзіцячым пісьменнікам трэба нарадзіцца // Полымя. — 2008. — № 5. — С. 161—164.
- Яфімава М. Б. Добры і мудры настаўнік: творчасць Янкі Маўра // Роднае слова. — 1993. — № 5. — С. 7.
- Яфімава М. Б. Цэлы свет — дзецям : [аб творчасці, наватраскіх пошукаў Я. Маўра] / М. Б. Яфімава. — Мінск: БДУ, 1983. — С. 136.
- Трус М. На мове спадзяванняў: эсперанцкі рух у Беларусі і Янка Маўр (1920 – 1930-я гг.) // Роднае слова. ‒ 2023. ‒ № 5. ‒ С. 37 ‒ 42.